# Vampire: The Eternal Struggle
Vampire: The Eternal Struggle, publicat inicialment com Jihad la primera edició (anomenada limitada), sovint abreujat com VTES o V:TES és un joc de cartes col·leccionables multijugador ambientat en el Món de Tenebres. Va ser publicat per White Wolf, Inc.

## Història
El joc va ser dissenyat en 1994 per Richard Garfield i inicialment publicat per Wizards of the Coast, sent el tercer joc de cartes col·leccionables mai creat. Sent el primer joc que Garfield va crear després del popular Magic: The Gathering, demostrant que el gènere tenia una potencialitat de diversificació com els jocs de taula. El 1995 el joc fou renomenat de Jihad a Vampire: The Eternal Struggle per augmentar el seu atractiu i distanciar-se del terme jihad islàmica. Després de l'expansió Sabbat de 1996, Wizards of the Coast va abandonar el joc, i el 2000 White Wolf es va fer càrrec del seu desenvolupament, fins que en setembre de 2010 va abandonar la seva producció. En 2018 Black Chantry Productions, una empresa fundada per aficionats al joc, va adquirirels drets de Vampire: The Eternal Struggle i el tornaria a imprimir.